# Rochegude (Drôme)
Rochegude település Franciaországban, Drôme megyében. Lakosainak száma 1677 fő (2022. január 1.). Rochegude Suze-la-Rousse, Bollène, Lagarde-Paréol, Mondragon, Sainte-Cécile-les-Vignes és Uchaux községekkel határos.

## Népesség
A település népessége az elmúlt években az alábbi módon változott:
| Lakosok száma | 591  | 831  | 1053 | 1372 | 1544 | 1582 | 1579 | 1640 | 1671 | 1677 |
|               | 1968 | 1982 | 1990 | 2006 | 2013 | 2015 | 2017 | 2019 | 2020 | 2022 |